# Éric Di Meco
Éric Di Meco (født 7. september 1963 i Avignon, Frankrig) er en fransk tidligere fodboldspiller, der primært spillede som venstre back. Han var på klubplan tilknyttet Olympique Marseille og AS Monaco, ligesom han havde lejeophold hos AS Nancy og Martigues. Med Marseille var han med til at vinde hele fire franske mesterskaber, én Coupe de France-titel, samt Champions League i 1993. Med Monaco vandt han mesterskabet i 1997.
Di Meco blev desuden noteret for 23 kampe for Frankrigs landshold. Han deltog ved EM i 1996 i England, hvor franskmændene nåede semifinalerne.

## Titler
Ligue 1
- 1989, 1990, 1991 og 1992 med Olympique Marseille
- 1997 med AS Monaco

Coupe de France
- 1989 med Olympique Marseille

Champions League
- 1993 med Olympique Marseille